# Big Brother Brasil 8
Big Brother Brasil 8 foi a oitava temporada do reality show Big Brother Brasil, exibida pela TV Globo de 8 de janeiro a 25 de março de 2008, com 78 dias de confinamento. O programa foi apresentado por Pedro Bial e dirigido por José Bonifácio Brasil de Oliveira, o Boninho.
A edição terminou com a vitória do músico Rafinha Ribeiro, que recebeu 50,15% dos votos e foi premiado com um milhão de reais, e um carro Fiat Punto Sporting. A final quebrou o recorde de votação do programa até então, com cerca de 75 milhões de votos, chegando a derrubar o site do programa por alguns minutos em razão do alto tráfego, dando empate na hora do encerramento da votação e tendo a produção do programa que adiar em um minuto a mais o recebimento dos votos, para dar o desempate.

## Geral
A oitava temporada do Big Brother Brasil é considerada a que a produção mais interferiu, com visitas frequentes e liberação do consumo de bebidas alcoólicas nas festas.
Também ocorreram intervenções no formato original da atração em que, originalmente, dois participantes eram votados e um eliminado por semana. Esta edição inaugurou os paredões triplos, onde três pessoas eram passíveis de eliminação no Paredão. Foram seis paredões triplos no total: os que eliminaram Alexandre, Thalita, Bianca, Fernando, Felipe e Juliana.
A participante Natália Casassola, além de ter concorrido a uma vaga para entrar na quarta edição e para retornar na décima edição (das quais não se concretizaram), voltaria a competir na décima terceira edição, terminando em 4º lugar; coincidentemente, foi a última eliminada nas duas edições em que participou.

### Big Fone
A razão pela qual esta terceira pessoa era inserida no Paredão também foi uma novidade da temporada: o Big Fone. Neste, quando o telefone da casa tocava, o participante que atendesse poderia ser colocado no Paredão, indicar um participante ao mesmo, ganhar prêmios ou até prendas para serem cumpridas.

## Participantes
- As informações referentes a idade e profissão dos participantes estão de acordo com o momento em que ingressaram no programa.

| Participante                                  | Idade | Ocupação                       | Origem                         | Resultado                               | Ref.   |
| --------------------------------------------- | ----- | ------------------------------ | ------------------------------ | --------------------------------------- | ------ |
| Rafael Ribeiro Medeiros de Carvalho (Rafinha) | 26    | Músico                         | Campinas, São Paulo            | Vencedor em 25 de março de 2008         | [ 4 ]  |
| Gyselle Soares Estevão                        | 24    | Modelo                         | Teresina, Piauí                | 2º lugar em 25 de março de 2008         | [ 5 ]  |
| Natália Bohm Casassola                        | 22    | Estudante de Artes Visuais     | Passo Fundo, Rio Grande do Sul | 12ª eliminada em 23 de março de 2008    | [ 6 ]  |
| Marcos Paulo Parmagnani da Silva              | 26    | Eletrotécnico                  | Niterói, Rio de Janeiro        | 11º eliminado em 22 de março de 2008    | [ 7 ]  |
| Thatiana André Bione                          | 21    | Professora de inglês           | Brasília, Distrito Federal     | 10ª eliminada em 18 de março de 2008    | [ 8 ]  |
| Marcelo de Oliveira Arantes                   | 31    | Médico psiquiatra              | Uberaba, Minas Gerais          | 9º eliminado em 11 de março de 2008     | [ 9 ]  |
| Juliana de Góes Carlos                        | 22    | Jornalista e modelo            | Santos, São Paulo              | 8ª eliminada em 4 de março de 2008      | [ 10 ] |
| Luiz Felipe Basílio Thimóteo de Oliveira      | 21    | Estudante de Comércio Exterior | São Paulo, São Paulo           | 7º eliminado em 26 de fevereiro de 2008 | [ 11 ] |
| Luiz Fernando de Brito Mesquita               | 25    | Gerente de contas              | Rio de Janeiro, Rio de Janeiro | 6º eliminado em 19 de fevereiro de 2008 | [ 12 ] |
| Bianca Maria Correia Jahara                   | 28    | Produtora de moda              | Rio de Janeiro, Rio de Janeiro | 5ª eliminada em 12 de fevereiro de 2008 | [ 13 ] |
| Thalita Lippi Lopes                           | 29    | Atriz                          | Rio de Janeiro, Rio de Janeiro | 4ª eliminada em 5 de fevereiro de 2008  | [ 14 ] |
| Alexandre Torralbo Scaquette                  | 24    | Modelo                         | Limeira, São Paulo             | 3º eliminado em 29 de janeiro de 2008   | [ 15 ] |
| Rafael Rocha Memória                          | 24    | Estudante de Medicina          | Fortaleza, Ceará               | 2º eliminado em 22 de janeiro de 2008   | [ 16 ] |
| Jaqueline Cury Cardoso                        | 23    | Modelo                         | São Paulo, São Paulo           | 1ª eliminada em 15 de janeiro de 2008   | [ 17 ] |

## Histórico
|                     | Sem 1                       | Sem 2                     | Sem 3                       | Sem 4                      | Sem 5                     | Sem 6                      | Sem 7                      | Sem 8                     | Sem 9                     | Sem 10                     | Sem 11                    | Sem 11                    | Sem 11                     | Votos recebidos |
| Dia 75              | Sem 1                       | Sem 2                     | Sem 3                       | Sem 4                      | Sem 5                     | Sem 6                      | Sem 7                      | Sem 8                     | Sem 9                     | Sem 10                     | Dia 76                    | Final                     |                            | Votos recebidos |
| ------------------- | --------------------------- | ------------------------- | --------------------------- | -------------------------- | ------------------------- | -------------------------- | -------------------------- | ------------------------- | ------------------------- | -------------------------- | ------------------------- | ------------------------- | -------------------------- | --------------- |
| Líder               | Juliana                     | Bianca                    | Thalita                     | Gyselle                    | Thatiana                  | Marcelo                    | Marcelo                    | Rafinha                   | Thatiana                  | Rafinha                    | Natália                   | Rafinha                   | (nenhum)                   |                 |
| Anjo                | Gyselle                     | Fernando                  | Marcos                      | Thatiana                   | Bianca                    | Juliana                    | Thatiana                   | Juliana                   | Rafinha                   | (nenhum)                   | (nenhum)                  | (nenhum)                  | (nenhum)                   |                 |
| Imunizado           | Rafinha                     | Natália                   | Rafinha                     | Juliana                    | Fernando                  | Felipe                     | Juliana                    | Thatiana                  | Gyselle                   | (nenhum)                   | (nenhum)                  | (nenhum)                  | (nenhum)                   |                 |
| Big Fone            | (nenhum)                    | Rafael                    | (nenhum)                    | Bianca                     | Marcelo                   | Felipe                     | Thatiana                   | Marcos                    | Marcelo                   | Gyselle                    | Rafinha                   | (nenhum)                  | (nenhum)                   |                 |
| Indicado (Big Fone) | (nenhum)                    | (nenhum)                  | Gyselle                     | Bianca                     | Marcelo                   | Thatiana                   | (nenhum)                   | Marcelo                   | (nenhum)                  | (nenhum)                   | (nenhum)                  | Gyselle Natália           | (nenhum)                   |                 |
| Indicado (Líder)    | Gyselle                     | Rafael                    | Alexandre                   | Fernando                   | Bianca                    | Natália                    | Felipe Natália             | Juliana                   | Marcelo                   | Thatiana                   | Gyselle                   | Gyselle Natália           | (nenhum)                   |                 |
| Indicado (Casa)     | Jaqueline                   | Rafinha                   | Thatiana                    | Thalita                    | Felipe                    | Fernando                   | Felipe                     | Gyselle                   | Rafinha                   | Gyselle                    | Marcos                    | Gyselle Natália           | (nenhum)                   |                 |
|                     |                             |                           |                             |                            |                           |                            |                            |                           |                           |                            |                           |                           |                            |                 |
| Rafinha             | Marcelo                     | Thalita                   | Thatiana                    | Thalita                    | Juliana                   | Marcos                     | Marcos                     | Líder                     | Marcos                    | Líder                      | Não elegível              | Líder                     | Vencedor (Dia 78)          | 9               |
| Gyselle             | Felipe                      | Felipe                    | Fernando                    | Thalita                    | Natália                   | Fernando                   | Felipe                     | Marcos                    | Natália                   | Marcos                     | Marcos                    | Paredão                   | 2º lugar (Dia 78)          | 18              |
| Natália             | Jaqueline                   | Juliana                   | Juliana                     | Marcelo                    | Rafinha                   | Gyselle                    | Gyselle                    | Gyselle                   | Rafinha                   | Gyselle                    | Líder                     | Paredão                   | Eliminada (Dia 76)         | 7               |
| Marcos              | Jaqueline                   | Thalita                   | Bianca                      | Thalita                    | Felipe                    | Fernando                   | Felipe                     | Gyselle                   | Rafinha                   | Gyselle                    | Não elegível              | Eliminado (Dia 75)        | Eliminado (Dia 75)         | 15              |
| Thatiana            | Jaqueline                   | Rafinha                   | Fernando                    | Rafinha                    | Felipe                    | Fernando                   | Felipe                     | Gyselle                   | Rafinha                   | Gyselle                    | Eliminada (Dia 71)        | Eliminada (Dia 71)        | Eliminada (Dia 71)         | 5               |
| Marcelo             | Fernando                    | Rafinha                   | Thatiana                    | Thalita                    | Natália                   | Líder                      | Líder                      | Marcos                    | Natália                   | Eliminado (Dia 64)         | Eliminado (Dia 64)        | Eliminado (Dia 64)        | Eliminado (Dia 64)         | 9               |
| Juliana             | Líder                       | Gyselle                   | Marcelo                     | Thalita                    | Felipe                    | Fernando                   | Gyselle                    | Gyselle                   | Eliminada (Dia 57)        | Eliminada (Dia 57)         | Eliminada (Dia 57)        | Eliminada (Dia 57)        | Eliminada (Dia 57)         | 5               |
| Felipe              | Marcos                      | Gyselle                   | Marcos                      | Natália                    | Gyselle                   | Marcos                     | Marcos                     | Eliminado (Dia 50)        | Eliminado (Dia 50)        | Eliminado (Dia 50)         | Eliminado (Dia 50)        | Eliminado (Dia 50)        | Eliminado (Dia 50)         | 10              |
| Fernando            | Jaqueline                   | Felipe                    | Marcos                      | Marcelo                    | Gyselle                   | Juliana                    | Eliminado (Dia 43)         | Eliminado (Dia 43)        | Eliminado (Dia 43)        | Eliminado (Dia 43)         | Eliminado (Dia 43)        | Eliminado (Dia 43)        | Eliminado (Dia 43)         | 8               |
| Bianca              | Rafael                      | Rafinha                   | Thatiana                    | Marcelo                    | Marcos                    | Eliminada (Dia 36)         | Eliminada (Dia 36)         | Eliminada (Dia 36)        | Eliminada (Dia 36)        | Eliminada (Dia 36)         | Eliminada (Dia 36)        | Eliminada (Dia 36)        | Eliminada (Dia 36)         | 2               |
| Thalita             | Alexandre                   | Marcos                    | Líder                       | Marcelo                    | Eliminada (Dia 29)        | Eliminada (Dia 29)         | Eliminada (Dia 29)         | Eliminada (Dia 29)        | Eliminada (Dia 29)        | Eliminada (Dia 29)         | Eliminada (Dia 29)        | Eliminada (Dia 29)        | Eliminada (Dia 29)         | 8               |
| Alexandre           | Marcelo                     | Gyselle                   | Felipe                      | Eliminado (Dia 22)         | Eliminado (Dia 22)        | Eliminado (Dia 22)         | Eliminado (Dia 22)         | Eliminado (Dia 22)        | Eliminado (Dia 22)        | Eliminado (Dia 22)         | Eliminado (Dia 22)        | Eliminado (Dia 22)        | Eliminado (Dia 22)         | 2               |
| Rafael              | Thalita                     | Rafinha                   | Eliminado (Dia 15)          | Eliminado (Dia 15)         | Eliminado (Dia 15)        | Eliminado (Dia 15)         | Eliminado (Dia 15)         | Eliminado (Dia 15)        | Eliminado (Dia 15)        | Eliminado (Dia 15)         | Eliminado (Dia 15)        | Eliminado (Dia 15)        | Eliminado (Dia 15)         | 2               |
| Jaqueline           | Marcos                      | Eliminada (Dia 8)         | Eliminada (Dia 8)           | Eliminada (Dia 8)          | Eliminada (Dia 8)         | Eliminada (Dia 8)          | Eliminada (Dia 8)          | Eliminada (Dia 8)         | Eliminada (Dia 8)         | Eliminada (Dia 8)          | Eliminada (Dia 8)         | Eliminada (Dia 8)         | Eliminada (Dia 8)          | 4               |
|                     |                             |                           |                             |                            |                           |                            |                            |                           |                           |                            |                           |                           |                            |                 |
| Notas               | 1                           | 2, 3                      | 3, 4                        | 5, 6                       | 7, 8                      | 9                          | 10, 11                     | 12                        | 13, 14                    | 15                         | 16, 17, 18                | 19                        | 20                         |                 |
| Paredão             | Gyselle Jaqueline           | Rafael Rafinha            | Alexandre Gyselle Thatiana  | Bianca Fernando Thalita    | Bianca Felipe Marcelo     | Fernando Natália Thatiana  | Felipe Natália Thatiana    | Gyselle Juliana Marcelo   | Marcelo Rafinha           | Gyselle Thatiana           | Gyselle Marcos            | Gyselle Natália           | Gyselle Rafinha            |                 |
| Eliminado           | Jaqueline 87% para eliminar | Rafael 63% para eliminar  | Alexandre 45% para eliminar | Thalita 65% para eliminar  | Bianca 60% para eliminar  | Fernando 62% para eliminar | Felipe 44% para eliminar   | Juliana 50% para eliminar | Marcelo 71% para eliminar | Thatiana 70% para eliminar | Marcos 54% para eliminar  | Natália 54% para eliminar | Gyselle 49,85% para vencer |                 |
| Outras %            | Gyselle 13% para eliminar   | Rafinha 37% para eliminar | Gyselle 32% para eliminar   | Bianca 18% para eliminar   | Marcelo 29% para eliminar | Thatiana 25% para eliminar | Thatiana 29% para eliminar | Marcelo 47% para eliminar | Rafinha 29% para eliminar | Gyselle 30% para eliminar  | Gyselle 46% para eliminar | Gyselle 46% para eliminar | Rafinha 50,15% para vencer |                 |
| Outras %            | Gyselle 13% para eliminar   | Rafinha 37% para eliminar | Thatiana 23% para eliminar  | Fernando 17% para eliminar | Felipe 11% para eliminar  | Natália 13% para eliminar  | Natália 27% para eliminar  | Gyselle 3% para eliminar  | Rafinha 29% para eliminar | Gyselle 30% para eliminar  | Gyselle 46% para eliminar | Gyselle 46% para eliminar | Rafinha 50,15% para vencer |                 |
| Votos               | Não divulgado               | 18.000.000                | Não divulgado               | Não divulgado              | 28.000.000                | Não divulgado              | Não divulgado              | 64.400.000                | 44.000.000                | 22.800.000                 | 25.500.000                | 43.000.000                | 75.637.000                 |                 |

## Classificação geral
| Pos. | Participante        | Meio de indicação | % dos votos | Eliminado em |
| ---- | ------------------- | ----------------- | ----------- | ------------ |
| 1    | Rafinha Ribeiro     | Finalista         | 50,15%      | —            |
| 2    | Gyselle Soares      | Finalista         | 49,85%      | —            |
| 3    | Natália Casassola   | Prova do Líder    | 54%         | Semana 11    |
| 4    | Marcos Silva        | Casa (1 voto)     | 54%         | Semana 11    |
| 5    | Thatiana Bione      | Líder (Rafinha)   | 70%         | Semana 10    |
| 6    | Marcelo Arantes     | Líder (Thatiana)  | 71%         | Semana 9     |
| 7    | Juliana Góes        | Líder (Rafinha)   | 50%         | Semana 8     |
| 8    | Felipe Basílio      | Casa (3 votos)    | 44%         | Semana 7     |
| 9    | Fernando Mesquita   | Casa (4 votos)    | 62%         | Semana 6     |
| 10   | Bianca Jahara       | Líder (Thatiana)  | 60%         | Semana 5     |
| 11   | Thalita Lippi       | Casa (4 votos)    | 65%         | Semana 4     |
| 12   | Alexandre Scaquette | Líder (Thalita)   | 45%         | Semana 3     |
| 13   | Rafael Memória      | Líder (Bianca)    | 63%         | Semana 2     |
| 14   | Jaqueline Cury      | Casa (4 votos)    | 87%         | Semana 1     |

## Audiência
O programa de estreia da oitava edição do Big Brother Brasil marcou, de acordo com a medição do Ibope, 36 pontos de média com picos de 43 pontos e 56% de share, sendo a segunda audiência mais baixa de uma estreia de edição de um Big Brother Brasil (perdendo somente para o primeiro episódio do BBB 2 que ficou com 29 pontos de audiência).
No primeiro domingo (e primeiro Paredão), a audiência registrada foi ainda menor, estacionando nos 27 pontos, com 44% de share (9 pontos a menos do que o primeiro domingo do BBB 7, que registrou 36 pontos e 62% de share). O programa final, o qual sagrou Rafinha como vencedor, teve a segunda pior audiência de todas as temporadas do Big Brother Brasil, marcando uma média de 46 pontos na Grande São Paulo e ficando acima somente da segunda edição do programa, que marcou 45.

## Portal de Voz BBB
Diferentemente dos anos anteriores, onde o Portal de Voz era apenas um número de telefone onde o espectador podia ligar e ouvir o que estava acontecendo na casa naquele momento, neste ano o produto se tornou um programa, exibido diretamente no site do reality show. Flávia Viana, ex-participante da edição anterior, entrevistava os eliminados semanalmente, que respondiam perguntas enviadas pelos internautas.

## Controvérsias
O goiano Gustavo, de 23 anos, que participaria do programa, foi retirado da competição antes do início. Segundo comunicado da CGcom, a assessoria de imprensa da TV Globo, foi diagnosticado que Gustavo tinha rubéola, uma doença contagiosa, o que impede sua participação no programa. Sua vaga foi preenchida com o administrador de empresas Gregor, de 34 anos, paulista de Araraquara.
Dias depois, na véspera da estreia do programa, Gregor, que não aguentava a pressão do isolamento, pediu à produção para desistir do programa e foi substituído por Rafinha.
Outra participante que teria sido eliminada nesta edição seria Caroline Fanjoul, de Ribeirão Preto, SP, que teria divulgado sua escolha para participar do programa na rede social Orkut, o que é proibido pelas regras contratuais do programa. Porém, a TV Globo negou que Caroline tenha sido selecionada para participar do Big Brother Brasil 8, e, por isso, não tem como ela ser eliminada da disputa.